# Бакли, Тим
Тим Бакли (Tim Buckley, полное имя — Тимоти Чарльз Бакли III; 14 февраля 1947, Вашингтон — 29 июня 1975[…], Санта-Моника, Калифорния) — американский исполнитель и автор песен. Его музыка и стиль менялись на протяжении всей карьеры; первый альбом (Tim Buckley, 1966 год) был ориентирован в основном на фолк, но со временем музыкант перешёл к джазу, психоделии, фанку, соулу и авангард-музыке, развивая практику так называемого стиля «голос как инструмент». И, хоть он и не добился определённого коммерческого успеха, влияние его творчества в существенной мере чувствуется и по сей день. К примеру, известная английская инди-рок группа Starsailor получила своё название благодаря одной из песен Тима, а композиция «Song to the Siren» является любимой мелодией режиссёра Дэвида Линча. Он также почитаем за свою новаторскую и самобытную работу в качестве композитора. Отличительной чертой творчества Бакли является его сильный вокал, дававший музыканту значительную свободу в творческой выразительности. Тим Бакли умер в 28 лет, оставив жену Джуди, пасынка Тейлора, а также сына Джеффа от брака с Мэри Гиберт.

## Биография

### Ранние годы и начало карьеры
Тим Бакли родился в Вашингтоне, округ Колумбия, 14 февраля, в день Святого Валентина, от союза Элейн Бакли (урождённой Скалии), итальяноамериканки, и Тимоти Чарльза Бакли Младшего, являвшегося сыном ирландского эмигранта из графства Корк.
Ранние годы детства он провёл в Амстердаме, индустриальном городе близ Нью-Йорка, в 65 километрах на северо-запад от Олбани. Именно там, в возрасте 5 лет, произошло его первое знакомство с музыкой: пластинками его матери, поклонницы Майлза Дэвиса.
Музыкальная жизнь Бакли началась после того, как их семья переехала в Бэлл Гарденс на юге Калифорнии в 1956. Семья мальчика открыла для него творчества таких исполнителей как Бэсси Смит, Билли Холидей, Фрэнк Синатра, Майлз Девис, Джуди Гарланд, Хэнк Вильямс и Джонни Кэш. При поступлении в местную школу Бэлл Гарденс, он был готов принять дух музыки фолк, царивший вокруг. В возрасте 13 лет он самоучкой овладел игрой на банджо, и, со своим друзьями во главе с Дэном Гордоном, основал фолк-группу, вдохновившись музыкой Kingston Trio, которые играли на мероприятиях местной старшей школы.
Сам Тим Бакли признавался, что всерьёз начал заниматься пением с двенадцати лет, услышав игру трубача из джазового бэнда. Он также утверждал, что на него воздействовали умопомрачительные визги Литтл Ричарда. В книге Валерия Писигина «Очерки об англо-американской музыке 50-х и 60-х годов XX века. Т.5.» говорится, что «Тим даже пристраивался на велосипеде за рейсовым автобусом и кричал изо всех сил, так, чтобы находившиеся внутри слышали, как он вытягивает высокие, как у Литтл Ричарда, ноты. В то же время, услыхав Джерри Маллигана, Тимми „опускал“ свой голос до низов баритон-саксофонов. В такой амплитуде он якобы и развивал диапазон своего голоса, утверждая, что мог брать пять с половиной октав.»
Во время поступления в старшую школу Бакли был уже известным студентом и вызывал всесторонний интерес. Он избирался на различные посты в школе, играл в баскетбольной команде и был играющим помощником тренера в футбольной команде. Во время одной из игр он сломал указательный и средний палец на левой руке, надолго травмировав их. Позже он говорил, что травма не даёт ему играть аккорды с баре. Эта особенность скорее всего и послужила причиной того, что обычно Тим использовал открытые аккорды, не требовавшие взятия баре.
В 1964 году, когда семья Бакли переехала в Анахайм, Тим Бакли занимался перепродажей гитар. Закупая их в Лос-Анджелесе, и продавая в богатые дома. По словам его друзей, именно тогда Бакли и начал осваивать гитарное мастерство.
Последние два года в школе, включавшие короткие урочные занятия в Старшей школе Лоара в Анахайме, Калифорния, развеяли его иллюзии. Тим ушёл из футбола и перестал посещать регулярные занятия. Решив, что школа не так важна для него, он сосредотачивается на музыке. В то же время Бакли знакомится с Лэрри Бэккетом, который впоследствии будет сочинять для музыканта тексты, и Джимом Филдером, бас-гитаристом, с кем он создаёт два различных музыкальных проекта: The Bohemians, которые поначалу исполняли популярные хиты того времени, позже включив в репертуар оригинальные сочинения Бакли и Бэккета, и The Harlequins Three, фолк-группу, регулярно объединяя на выступлениях свою музыку с искусством ораторского слова и поэзией битников.
В 1965 году, во время занятий по французскому языку в школе Лоара, Бакли встречает Мэри Гилберт, учившуюся классом младше. Вскоре она становится женой Тима. Их отношения послужили вдохновением для ряда произведений Бакли и стали началом его семейной жизни. Отец Тима, почётный ветеран Второй Мировой войны, перенёсший тяжёлую травму головы и страдавший от проблем с психикой, не принял увлечение сына, что приводило к агрессии и порой жестокости в адрес Бакли.
Мэри и Тим Бакли поженились 25 октября 1965 года, когда пара узнала, что Мэри беременна (впоследствии оказалось, что беременность была ложной). Брак довольно сильно разозлил отца невесты, и тот не явился на свадьбу, в то время как отец Бакли все же пришёл, но не воздержался от шутки священнику: «Даю им шесть месяцев».
Бакли переехал со своей квартиры. Мэри вскоре забеременела. После нескольких месяцев в браке, Бакли почувствовал, что не готов к семейной жизни, особенно в преддверии рождения ребёнка. С тех пор он виделся с Мэри лишь изредка. Пара развелась в октябре 1966, примерно за месяц до рождения их сына Джеффри Скотта.
Окончив школу, Бакли вместе со своим другом и автором текстов Ларри Бэккетом написал несколько песен, некоторые из которых позже вошли в его дебютный именной альбом. Buzzin' Fly также была написана в тот период, но свет увидел её лишь тремя годами позже в альбоме Happy Sad (1969).
В 1965 году, пробыв студентом колледжа всего пару недель, Бакли счёл невозможным для себя справляться с учёбой и зарождающейся музыкальной деятельностью одновременно. Так, он забросил занятия и решил полностью обратиться к музыке и выступлениям в фолк-клубах Лос-Анджелеса. На протяжении лета 1965 года он постоянно играл в клубе, одним из создателей которого был Ден Гордон. В том же году он выступал в различных кафе сети Orange Country (в таких как White Room в Парке Буэна) и на фестивале народной музыки в знаменитом лос-анджелесском Troubadour. Позже, журнал Cheetah счёл Бакли подрастающей звездой, одним из «Троицы Orange Country», наряду со Стивом Нунэном и Джексоном Брауном.
В феврале 1966 года Тим продолжал выступать в «It’s Boss» в Л. А., когда ударник группы «Mothers of Invention», Джимми Карл Блэк, порекомендовал его их менеджеру, Хербу Коэну, который счёл Тима потенциальным дарованием и вскоре взял его на продлённый концерт в Nite Owl Cafe, проходивший в поместье Гринвич, Нью-Йорк. Новая девушка Бакли, Джейни Голдстейн, отвезла его через всю страну к месту концерта на своём Фольксвагене «Жук». Покидая Боувери (Нью-Йорк) с Джейн, Тим встретил Ли Андервуда и попросил того подыграть на гитаре в Nite Owl. C тех пор они стали неразлучными друзьями и партнёрами по творчеству.
Бакли вспоминал: «Когда Херб Коэн прознал, что у меня совсем нет денег, даже на еду, он просто забрал меня к себе, и я прожил у него шесть месяцев».
В конце концов, Херб Коэн подписал контракт с Бакли. Но контракт был подписан только с Тимом и не касался группы The Bohemians. «Тогда оставалось непонятым то, что в конечном счёте речь шла о Тиме», замечал позже Филдер. Коэн впоследствии записал шесть демо-песен, которые отправил Джеку Хольцману, директору Elektra Records. В то время в Elektra готовились к очередному прорыву, на этот раз за счёт бума рока — самого перспективного товара на американском рынке звукозаписи. Херб Коэн хорошо знал, что было нужно Хольцману и Полу Ротшильду, и не ошибся. Получив кассету с записью, Хольцман был настолько пленён голосом Тима и его песнями, что не стал прослушивать плёнку второй раз. Джек Хольцман: «Пробная запись ко мне попала от Херба Коэна. Он и Тим, можно сказать, вертелись друг перед другом, в плане отношений „менеджер — артист“, и диск был записан, думаю, в Sunset Sound. Возможно, у меня где-то всё ещё хранится оригинальная запись, вероятно, в моем ангаре. Но чтобы её найти, мне бы понадобилось перебрать сотню коробок. Что ж, в любом случае двенадцатидюймовая пленка досталась мне от Херби Коэна. Однажды я поставил её и был совершенно захвачен. В четырёх или пяти вещах звучали только Тим и его гитара, и я был просто без ума. Я позвонил Хербу Коэну, и он сказал: „Подожди, вот увидишь этого парня: он великолепен!“ Я ответил, что приеду на Западное Побережье через неделю или около того. Приехав, я поговорил с Тимом и Херби и решил заключить с Тимом договор. Это оказалось действительно просто».

### Фолк-рок
Бакли записывает свой дебютный одноимённый альбом Tim Buckley в Лос-Анджелесе всего за три дня в августе 1966 года. Он остался недоволен своими записями, и этот альбом он сравнивал с «Диснейлендом». Стиль фолк-рок, присутствующий на пластинке, был широко распространён в то время, хотя многие, в том числе Ли Андервуд, посчитали, что струнные добавления Джека Нитцше «не улучшили качество музыки». Однако критики отметили характерный голос Тима и мелодичные композиции.
По слухам, альбом заинтересовал одного из битлов, Джорджа Харрисона, и тот активно рекомендовал его своим друзьям. По настоянию Харрисона, менеджер The Beatles Брайан Эпстайн в апреле 1967 года даже слетал в Нью-Йорк (где Бакли в это время выступал с концертами), чтобы обсудить перспективы сотрудничества, но смерть «пятого битла» в августе того же года поставила на этих планах крест.
Запись сделала популярными Бакли и музыкантов с Orange Country, таких как Ли Андервуд. Сочетание джазовых и кантри импровизаций на звонкой гитаре телекастер стали отличительной чертой раннего звучания Бакли. Продюсерский стиль Джека Хольцмана и Пола Ротшильда, а также струнные аранжировки Джека Нитцше основательно закрепились на записях звучанием «середины шестидесятых».
Позже участники записи альбома все же оценили его как пример потенциала всей группы. Ли Андервуд подытожил словами: «Первый опыт, наивный, тугой, шаткий и девственный. Билет на прилавки магазинов». Продюсер Джек Хольцман выразил похожие настроения, заявив в 1991 году, что Тиму «не было по-настоящему комфортно в его музыкальной шкуре». Лэрри Беккет сетовал на то, что желание группы угодить публике в своё время удержало её от распада.
Elektra выпустила два сингла для продвижения дебютного альбома; «Wings» появился в декабре с «Grief in My Soul» на обратной стороне, и «Aren’t You the Girl» вместе с «Strange Street Affair Under Blue» месяцем позже. Харб Коен порекомендовал Бакли сотрудничество с продюсером Джерри Эстером, и требование Elektra о новом сингле стало их первой проблемой. Бакли и Беккет запланировали музыкальную сессию для сочинения нового материала и бесконечного прослушивания радио в поисках вдохновения для «хитовой» записи. Результатом стали песни «Once Upon a Time» и «Lady Give Me Your Key», которые не сильно устраивали музыкантов, но они чувствовали уверенность в последней. Лейбл, вопреки изначальным планам, решил не издавать их как сингл, и песни отправились в коллекцию Elektra. Rhino Records надеялись включить «Lady Give Me Your Key» в антологию Morning Glory: The Tim Buckley Anthology, но не смогли вовремя найти песни до намеченного релиза альбома.
Ли Андервуд пишет, что после неудачных выступлений в Balloon Farm Тим Бакли фактически распустил группу, отправив её участников по домам. Сам же приобрёл двенадцатиструнную гитару и попытался выступать как соло-музыкант. Он играл в клубе Dom вместе с рок-певицей Нико, в клубе Энди Уорхола (Andy Warhol’s club), в Gerde’s Folk City и Bitter End. В марте Тим выступал в Stony Brook University в одной программе с The Doors, а также в концерте под эгидой Фольклорного центра Иззи Янга. Наконец, в апреле 1967 года Тим дал соло-концерт в знаменитом Cafe Au Go Go. Послушать его пришли Одетта, Джуди Коллинз, Пол Саймон, Линда Ронстадт и битловский менеджер Брайан Эпстайн, посланный, по слухам, Джорджем Харрисоном, попавшим под обаяние Тима. На концерт также приехала Элейн Бакли. Андервуд приводит воспоминания одного из своих приятелей, некоего Боба Кемпбелла:
«Помню, я зашел в Tin Angel, находящийся на противоположной от Au Go Go стороне улицы, и там встретил Одетту. Она только что пришла из Au Go Go и была очень возбуждена, просто рыдала. Когда я присел, она произнесла: „Ты должен извинить меня, Боб. Я просто ошеломлена“. Не было понятно — случилось нечто хорошее или плохое, и я спросил: „Что произошло?“ Словно имя какого-то святого, она только произнесла: „Тим Бакли“. Она была слишком потрясена, чтобы говорить об этом».
Несколько месяцев Бакли провёл в поездках по северо-востоку, выискивая музыкантов, с которыми мог бы играть. Тогда он и повстречал перкуссиониста Картера Си Си Коллинза, с которым будет сотрудничать многие годы. Тим был полон сил и энергии, писал песни, работал над вокалом и в итоге вернулся в Лос-Анджелес, чтобы записать новый альбом. Андервуд, который не без тревоги ждал возвращения Бакли, вспоминает:
«В начале мая 1967 года появились Тим и Ларри. Тим со своей гитарой. „У нас есть несколько новых песен, — светился Ларри. — Хочешь послушать?“ Сидя на ступеньках крыльца, Тим сыграл „Pleasant Street“, „Once I Was“, „Carnival Song“ и „Morning Glory“. Я был впечатлен и очень тронут, но эта музыка по-настоящему овладела мной только несколько недель спустя, когда я вошёл в студию звукозаписи Western: Тим, Картер, басист Джим Филдер и ударник Эдди Хо играли „I Never Asked To Be Your Mountain“»
Goodbye and Hello, вышедший в 1967, представлял поэзию тех лет и песни в различных музыкальных размерах и был расценен как претенциозный для 20-летнего Бакли. Доверие к Тиму и группе со стороны Elektra обеспечило абсолютную свободу в музыкальном плане и лирическом содержании альбома. Беккет продолжал работу в качестве поэта, и альбом был наполнен наполовину оригинальными творениями Бакли, наполовину результатом сотрудничества с Беккетом. Критики отметили улучшения в лирике и музыке Бакли. Пресса также оценила возможности его голоса как в нижнем регистре, так и в исполнении фальцетом.
Материал в альбоме поставил пластинку на ступень выше своего предшественника. Бэккет обратился к психологической натуре войны в песне «No Man Can Find The War», и Андервуд отметил обращение Бакли к более тёмным (или же «кислотным», как многие небезосновательно считают) настроениям с песней «Pleasent Street». Композиция «I Never Asked to Be Your Mountain» представляла собой исповедь жене и сыну, от которых он ушёл. Андервуд осудил Тима за смешение интроспективного фолка и политически-направленных вещей, одинаково привлекавших как поклонников стиля, так и пацифистов. Джек Хольцман возлагал на Бакли большие надежды, арендуя рекламные места для него на Сансет Стрип, что было неслыханным для несостоявшегося соло артиста. Альбом отражал чувство, появившееся в то время в Штатах. Хольцман заявлял: «Суммарный эффект от его слов, музыки, страсти, образа, ударяет по тебе сильно, требует ответа». Несмотря на некоторые общие с Бобом Диланом особенности, музыкальные составляющие, и аспекты их образов, Тим огородил себя от любых сравнений, выражая в основном тоску по отношению к музыканту и его работе. И если Goodbye and Hello не сделал Бакли звездой, то в чартах альбом имел чуть больший успех (#171 позиция), нежели прошлый релиз Тима.
Значение росло, что приводило к большим возможностям: песня «Once I Was» (альбомы Hello and Goodbye и The Best Of Tim Buckley) звучит в концовке фильма-победителя Academy Awards «Coming Home»; альбом был использован в качестве саундтрека к фильму Холла Барлета 1969 года «Changes»; Мики Доленз добился выступления Тима с песней «Song to the Siren» в финальном эпизоде ТВ-шоу «The Monkees». В то же время Бакли чувствовал усталость от прессы и медиа, все чаще избегал интервью или становился недоступным, несмотря на необходимость общения с журналистами. После записи эпизода на The Tonight Show, Бакли держался холодно так как был оскорблён поведением ведущего. В следующее своё появление на ТВ он категорично отказался исполнять «Pleasent Street» под фонограмму и не стал играть. Бакли рассматривал продажи альбома как хорошую возможность для выражения своей музыкальной креативности, а не путь к коммерческому успеху.
Позже Ларри Беккета призывают в армию, и Бакли становится свободен в создании собственного уникального стиля без прежней строгости. И даже будучи недостаточно грамотным в более узких аспектах гармонии и лирической структуры, качество композиций, представляемых Тимом, демонстрировало истинный талант, которым был наделён музыкант. Он характеризовался джазом и блюз-роком, и ассоциировался в то время со словами «Белое воровство и эмоциональное притворство». Тим уверенно протестовал всему коммерческому и стойко боролся за курс собственного развития, что отвращало многих из его поклонников. Им двигало вдохновение, которое он получал от музыки таких великих джазменов как Чарльз Мингус, Телониус Монк, Ролэнд Кирк и вокалист Леон Томас. Впоследствии его собственная музыка стала значительно отличаться от предыдущих записей.
В 1968 году Бакли записывает Happy Sad, который отражает влияние фолка и джаза на музыканта. Опираясь на продажи, альбом стал самым успешным среди прочих, добравшись до 81-й строчки чарта. Тима не удовлетворяло повторять одно и то же на каждом выступление, и, разочаровавшись в музыкальном бизнесе, который, по его мнению, не давал ему создавать новые вещи, он начал изменять свои песни прямо во время концертов, представляя публике все более и более минималистичный звук, сильно отличавшийся от первых двух оркестровых альбомов, включил в группу вибрафониста Девида Фрейдмена. Так или иначе, эта попытка обновления звука стала их коммерческим провалом. Концерты становились все более импровизационными, что привело к непониманию со стороны аудитории, которая видела в Тиме фолк-рок «мальчика с афиши».

### Промежуточный период
На протяжении 1969 года Бакли сочиняет и записывает материал для трёх различных альбомов: Lorca, Blue Afternoon и Starsailor. Вдохновлённый голосом авангардной певицы Кэти Бербериан, он решает опробовать идеи таких композиторов как Лучано Берио и Яниса Хенакис в авангардном роке. Тим стал полноценно использовать силу своего впечатляющего голоса. Ссылаясь на гитариста Ли Андервуда, Бакли знал, что Lorca почти не имел шансов на рынке и благодаря новому лейблу его старого друга Херба Коена и Фрэнка Заппы, Straight Records, он хотел вывести свои новые работы на новый уровень, отличный от прошлых работ, но при этом оставить более приятное впечатление в умах слушателей. Отбор ещё не записанного материала впоследствии перерастает в сессию для альбома Blue Afternoon, который был довольно схож по стилю c Happy Sad.
Андервуд противоречит себе, заявляя в колонке для Down Beat за 1977 год, что Бакли не был увлечён выступлениями с Blue Afternoon, напротив, альбом был формальностью, чтобы угодить бизнес-партнёрам.
Ни тот, ни другой альбом не имел успеха в продаже: Lorca отверг фолк как основу, в то время как Blue Afternoon был широко раскритикован как скучный и безразличный. «Эта музыка не годится даже для хорошей хандры», — писал один из критиков. Blue Afternoon был последним альбомом Бакли, попавшим в чарты Billboard (#192 позиция). После неудачи с обеими работами Тим начинает фокусироваться на релизе Starsailor, который, как он считал, станет его лучшим альбомом.
Starsailor был уходом Бакли к музыке фри джаза, скрытой под сильными вокальными партиями. Его голос скользил от высоких визгов, к низкому и пронзительному баритону. Будучи не похожей на предыдущие альбомы, эта персональная работа была одарена той же реакцией, что и Lorca. Альбом включал в себя более доступную «Song to the Siren», которую позже исполнили такие артисты как This Mortal Coil, Robert Plant, John Frusciante, и Bryan Ferry.
Альбом был провальным с точки зрения коммерции и критики. С дальнейшим выпуском продажи продолжали стремительно падать, равно как и качество его живых выступлений. Будучи не в состоянии продвигать собственную музыку и почти полностью разбитый, он начинает вести разгульный образ жизни, у него появляется пристрастие к алкоголю и наркотикам. Тим также снялся в малобюджетном фильме «Почему?» (1971), который стал первым и последним для него, после нескольких проб в Голливуде. Лента, надо заметить, так и не была выпущена. Таким образом, Бакли на два года оставил музыку. Одно время он водил грузовик, был таксистом, а потом уединился с будущей семьёй в Калифорнии, где сочинял киносценарии и даже пробовал себя на театральных подмостках: он сыграл несколько ролей в постановках «Случай в зоопарке» Олби и «Выхода нет» Сартра.
В апреле 1970 года Бакли женится на Джуди Брейот Сатклиф в Санта Монике, Калифорния, и усыновляет её сына, Тейлора Кейта Сатклифа.

### Период секс-фанка
В конце 1970 года Бакли неожиданно распускает команду, с которой записывался альбом Starsailor, и создаёт новую группу, состоящую из таких фанк-музыкантов как Джо Фалсия и Бадди Хелм. С ними он записал три альбома, которые были охарактеризованы как «секс-фанк»: Greetings from L.A., Sefronia и Look at the Fool на лейблах Warner Bros. и Discreet соответственно. Зачастую откровенная лирика Бакли способствовала тому, что его песни крутили по радио все реже (как бы то ни было, «Greetings from L.A.» получила отличную возможность звучать на KQRS-FM в Миннеаполисе и стала чем-то вроде местного хита. Альбом продавался в регионе до тех пор, пока его не перестали выпускать). В этот период Тим вновь начал заниматься литературой и театром, а также был приглашён сыграть роль Вуди Гатри в экранизации его автобиографической книги «На пути к славе» (к сожалению, этот план так и не был реализован). Летом 1974 года он гастролирует по Европе и Британии, играет на фестивале в Небуорте и снимается в телепрограмме «Old Grey Whistle Test».
В 1975 году Бакли отказался от употребления наркотиков и заявил прессе о своём возвращении с новым двойным концертным альбомом. Он начал выступать с улучшенными версиями материала, написанного за всю свою карьеру (за исключением Starsailor и Lorca) в качестве ответа на пожелания публики, которую он презирал в прошлом.

### Смерть
28 июня 1975 года Бакли завершил тур выступлением в Далласе, Техас, где собрал полный зал (на концерт пришло 1800 человек). Тим праздновал окончание тура, по обыкновению выпивая на выходных с группой и друзьями. Вечером 29 числа Бакли провожал домой своего старого друга, Ричарда Килинга. Что случилось в дальнейшем не совсем ясно, но между делом Килинг предложил Тиму пакетик героина (по другой версии, это Тим выпросил у друга наркотик). Музыкант не отказался. В книге «Dream Brother» о Тиме и его сыне, Джеффе, говорится, что Бакли застал Килинга, занимающегося сексом с женщиной, после чего вышел из себя, и, чтобы успокоить Тима, Ричарду пришлось дать ему героин. Впрочем, эта версия выглядит сомнительной.
Известно то, что от героина Бакли стало плохо, и друзья отвезли его домой. По возвращении, его жена, Джуди, посчитала, что Тим пьян, и уложила его на полу в прихожей, спрашивая друзей, что произошло. Позже, она переложила Тима в постель. Вернувшись спустя некоторое время, она обнаружила его посиневшим и бездыханным. Попытки друзей и парамедиков вернуть Тима к жизни оказались безуспешными: его признали умершим ещё до прибытия докторов.
Строгий контроль за зависимостью музыканта ослабил толерантность организма к наркотикам, что привело к фактической передозировке в сочетании с алкоголем, выпитым Тимом за те сутки. В рапорте доктора Джозефа Чои о вскрытии Бакли указано время смерти 21:42, 29 июня 1975, от «острой интоксикации, наступившей вследствие передозировки». Ли Андервуд, давний друг Тима, говорил, что «во множестве других случаев, Бакли принимал куда больше алкоголя и веществ, чем в тот раз».

### После
Кончина Бакли шокировала многих из его друзей и близких. Смерть от передозировки была далека от образа Бакли, сложившегося у людей, видевших его в то время. Звукооператор последнего выступления Бакли рассказывал, что «кто-то предложил ему травы, но он отказался. Тим не казался наркоманом ни в коем роде. Он был очень стойким как физически, так и морально».
Для некоторых друзей подобный исход не был простой случайностью. Старый помощник Бакли, Боб Даффи, сказал: «Мы не ожидали такого, но все будто бы происходило в кино, и финал был естественен». Остальные же находили судьбу Бакли более предсказуемой, если не сказать «неминуемой». Лэрри Бекетт, писавший вместе с Бакли тексты песен, позже сказал: «Он не переставал испытывать жизнь. Водил как безумный, рискуя разбиться. Несколько лет много пил и принимал депрессанты, что могло тысячу раз его убить, но всегда спасался. В конце концов, удача покинула его».
Ли Андервуд принялся за биографию Бакли, «Blue Melody: Tim Buckley Remembered» (рус. — Грустная мелодия: Вспоминая Тима Бакли), в которой описывал жизнь и смерть музыканта, а также влияние, которое Тим на него оказал.
Тим Бакли умер, оставив в качестве наследия девять музыкальных альбомов, и множество сборников неизданных записей. Всем его имуществом при жизни была гитара, усилитель и многочисленные долги. Около двухсот человек пришли на прощание с Тимом на кладбище в Санта-Монике. Среди них были менеджер Херб Коен, гитарист Ли Андервуд, мать Бакли Элейн, сестра Кейти, и Джуди, вдова Бакли. Также посетил прощание и Тейлор, пасынок Тима, который собирался поступить в ряды морских вооружённых сил США, и проживал в то время в Аризоне. Родной же сын, Джефф, не был приглашён на похороны, из-за чего спустя много лет его пришлось уговаривать выступить на трибьют-концерте его отцу, к которому он, очевидно, испытывал двоякие чувства.

## Дискография

### Студийные альбомы
- 1966 — Tim Buckley
- 1967 — Goodbye and Hello
- 1969 — Happy Sad
- 1969 — Blue Afternoon
- 1970 — Lorca
- 1970 — Starsailor
- 1972 — Greetings from L.A.
- 1973 — Sefronia
- 1974 — Look at the Fool

### Концертные альбомы
- 1990 — Dream Letter: Live in London 1968
- 1991 — Peel Sessions
- 1994 — Live at the Troubadour 1969
- 1995 — Honeyman: Live 1973
- 1999 — Once I Was
- 2000 — Copenhagen Tapes
- 2009 — Live at the Folklore Center 1967

### Сборники
- 1978 — The Late Great Tim Buckley (выпущен только в Австралии)
- 1983 — The Best of Tim Buckley
- 1994 — Morning Glory
- 1999 — Works in Progress
- 2001 — The Dream Belongs to Me: Rare and Unreleased 1968—1973
- 2001 — Morning Glory: The Tim Buckley Anthology
- 2001 — Tim Buckley/Goodbye and Hello
- 2005 — Take 2: Greetings from L.A./Tim Buckley (2005)
- 2011 — Tim Buckley

### Другие релизы
- 1999 — Thin Wires in the Voice (120-ти страничный буклет с трёхпесенным CD)
- 2007 — Tim Buckley: My Fleeting House (DVD с выступлениями)

## Трибьют-альбомы
- 2000 — Sing a Song for You: Tribute to Tim Buckley
- 2005 — Dream Brother: The Songs of Tim and Jeff Buckley